# Campeonato Europeo de Tiro con Arco
El Campeonato Europeo de Tiro con Arco es la máxima competición de tiro con arco a nivel europeo. Es realizado desde 1968 por World Archery Europe (WAE). Se efectúa un campeonato en cada una de las disciplinas del tiro con arco reconocidas por la WAE, los dos principales son:
- Campeonato Europeo de Tiro con Arco al Aire Libre – organizado en los años pares
- Campeonato Europeo de Tiro con Arco en Sala – organizado en los años impares (a partir de 2011)

## Campeonato Europeo de Tiro con Arco al Aire Libre

### Ediciones
| Núm.   | Año  | Sede           | País            |
| ------ | ---- | -------------- | --------------- |
| I      | 1968 | Reutte         | Austria         |
| II     | 1970 | Hradec Králové | República Checa |
| III    | 1972 | Walferdingen   | Luxemburgo      |
| IV     | 1974 | Zagreb         | Yugoslavia      |
| V      | 1976 | Copenhague     | Dinamarca       |
| VI     | 1978 | Stoneleigh     | Reino Unido     |
| VII    | 1980 | Compiègne      | Francia         |
| VIII   | 1982 | Kecskemét      | Hungría         |
| IX     | 1986 | Esmirna        | Turquía         |
| X      | 1988 | Luxemburgo     | Luxemburgo      |
| XI     | 1990 | Barcelona      | España          |
| XII    | 1992 | La Valeta      | Malta           |
| XIII   | 1994 | Nymburk        | República Checa |
| XIV    | 1996 | Kranjska Gora  | Eslovenia       |
| XV     | 1998 | Boé/ Agen      | Francia         |
| XVI    | 2000 | Antalya        | Turquía         |
| XVII   | 2002 | Oulu           | Finlandia       |
| XVIII  | 2004 | Bruselas       | Bélgica         |
| XIX    | 2006 | Atenas         | Grecia          |
| XX     | 2008 | Vittel         | Francia         |
| XXI    | 2010 | Rovereto       | Italia          |
| XXII   | 2012 | Ámsterdam      | Países Bajos    |
| XXIII  | 2014 | Echmiadzin     | Armenia         |
| XXIV   | 2016 | Nottingham     | Reino Unido     |
| XXV    | 2018 | Legnica        | Polonia         |
| XXVI   | 2021 | Antalya        | Turquía         |
| XXVII  | 2022 | Múnich         | Alemania        |
| XXVIII | 2024 | Essen          | Alemania        |
| XXIX   | 2026 | Antalya        | Turquía         |

### Medallero histórico
- Actualizado a Essen 2024.

| Núm. | País         | Oro | Plata | Bronce | Total |
| ---- | ------------ | --- | ----- | ------ | ----- |
| 1    | Rusia        | 53  | 27    | 15     | 95    |
| 2    | Francia      | 22  | 13    | 27     | 62    |
| 3    | Italia       | 17  | 30    | 21     | 68    |
| 4    | Países Bajos | 16  | 10    | 16     | 42    |
| 5    | Turquía      | 14  | 7     | 14     | 35    |
| 6    | Suecia       | 13  | 7     | 13     | 33    |
| 7    | Reino Unido  | 11  | 18    | 8      | 37    |
| 8    | Alemania     | 10  | 16    | 14     | 40    |
| 9    | Dinamarca    | 7   | 11    | 11     | 29    |
| 10   | Finlandia    | 7   | 10    | 12     | 29    |
| 11   | Bélgica      | 6   | 3     | 2      | 11    |
| 12   | España       | 4   | 9     | 3      | 16    |
| 13   | Polonia      | 4   | 7     | 12     | 23    |
| 14   | Ucrania      | 4   | 4     | 5      | 13    |
| 15   | Eslovenia    | 1   | 7     | 2      | 10    |
| 16   | Hungría      | 1   | 3     | 3      | 7     |
| 17   | Bielorrusia  | 1   | 2     | 3      | 6     |
| 18   | Moldavia     | 1   | 2     | 0      | 3     |
| 19   | Croacia      | 0   | 2     | 2      | 4     |
| 19   | Estonia      | 0   | 2     | 2      | 4     |
| 21   | Georgia      | 0   | 1     | 0      | 1     |
| 21   | Israel       | 0   | 1     | 0      | 1     |
| 23   | Suiza        | 0   | 0     | 2      | 2     |
| 24   | Austria      | 0   | 0     | 1      | 1     |
| 24   | Bulgaria     | 0   | 0     | 1      | 1     |
| 24   | Eslovaquia   | 0   | 0     | 1      | 1     |
| 24   | Grecia       | 0   | 0     | 1      | 1     |
| 24   | Luxemburgo   | 0   | 0     | 1      | 1     |
|      | TOTAL        | 192 | 192   | 192    | 576   |

## Campeonato Europeo de Tiro con Arco en Sala

### Ediciones
| Núm.  | Año  | Sede               | País      |
| ----- | ---- | ------------------ | --------- |
| I     | 1983 | Falun              | Suecia    |
| II    | 1985 | Odense             | Dinamarca |
| III   | 1987 | París              | Francia   |
| IV    | 1989 | Atenas             | Grecia    |
| V     | 1996 | Mol                | Bélgica   |
| VI    | 1998 | Oldenburgo         | Alemania  |
| VII   | 2000 | Spała              | Polonia   |
| VIII  | 2002 | Ankara             | Turquía   |
| IX    | 2004 | Sassari            | Italia    |
| X     | 2006 | Jaén               | España    |
| XI    | 2008 | Turín              | Italia    |
| XII   | 2010 | Poreč              | Croacia   |
| XIII  | 2011 | Cambrils           | España    |
| XIV   | 2013 | Rzeszów            | Polonia   |
| XV    | 2015 | Koper              | Eslovenia |
| XVI   | 2017 | Vittel             | Francia   |
| XVII  | 2019 | Samsun             | Turquía   |
| XVIII | 2021 | Koper (cancelado)  | Eslovenia |
| XIX   | 2022 | Laško              | Eslovenia |
| XX    | 2023 | Samsun (cancelado) | Turquía   |
| XXI   | 2024 | Varaždin           | Croacia   |
| XXII  | 2025 | Samsun             | Turquía   |
| XXIII | 2026 | Sofía              | Bulgaria  |

### Medallero histórico
- Actualizado a Samsun 2025.

| Núm. | País         | Oro | Plata | Bronce | Total |
| ---- | ------------ | --- | ----- | ------ | ----- |
| 1    | Italia       | 38  | 39    | 19     | 96    |
| 2    | Rusia        | 31  | 18    | 25     | 74    |
| 3    | Francia      | 20  | 23    | 18     | 61    |
| 4    | Ucrania      | 14  | 12    | 9      | 35    |
| 5    | Países Bajos | 13  | 9     | 10     | 32    |
| 6    | Turquía      | 5   | 6     | 5      | 16    |
| 7    | Dinamarca    | 5   | 3     | 11     | 19    |
| 8    | Suecia       | 5   | 3     | 4      | 12    |
| 9    | Alemania     | 4   | 9     | 6      | 19    |
| 10   | Reino Unido  | 3   | 7     | 12     | 22    |
| 11   | Polonia      | 3   | 2     | 2      | 7     |
| 12   | Croacia      | 2   | 3     | 2      | 7     |
| 13   | Suiza        | 2   | 1     | 4      | 7     |
| 14   | Eslovenia    | 2   | 0     | 2      | 4     |
| 15   | Georgia      | 1   | 4     | 2      | 7     |
| 16   | Bélgica      | 1   | 2     | 4      | 7     |
| 17   | Moldavia     | 1   | 1     | 2      | 4     |
| 17   | Rumania      | 1   | 1     | 2      | 4     |
| 19   | Israel       | 1   | 1     | 0      | 2     |
| 19   | San Marino   | 1   | 1     | 0      | 2     |
| 21   | Bulgaria     | 1   | 0     | 0      | 1     |
| 22   | España       | 0   | 2     | 7      | 9     |
| 23   | Finlandia    | 0   | 2     | 2      | 4     |
| 24   | Eslovaquia   | 0   | 2     | 0      | 2     |
| 25   | Noruega      | 0   | 1     | 1      | 2     |
| 26   | Bielorrusia  | 0   | 1     | 0      | 1     |
| 26   | Estonia      | 0   | 1     | 0      | 1     |
| 28   | Islandia     | 0   | 0     | 3      | 3     |
| 29   | Lituania     | 0   | 0     | 1      | 1     |
| 29   | Portugal     | 0   | 0     | 1      | 1     |
|      | TOTAL        | 154 | 154   | 154    | 462   |

1. 1 2  Incluye las medallas de la URSS.
2. 1 2  Incluye las medallas de la RFA.